# Речі, що змінили світ. Історія економіки в 50 винаходах (книга)
«Речі, що змінили світ. Історія економіки в 50 винаходах» (англ. Fifty Inventions That Made The Modern Economy) — книга британського економіста, журналіста Тіма Гарфорда, головного оглядача «Financial Times», ведучого радіостанції BBC, автора кількох бестселерів. Вперше вийшла в липні 2017 року у британському видавництві Little, Brown Book Group. Українською мовою перекладено 2018 року видавництвом «Наш формат» (перекладач — Роман Скакун).

## Історія створення
Все почалося з щотижневої документальної серії економічної історії на BBC World Service, представленої Тімом Гарфордом. Перший епізод транслювався в суботу 5 листопада 2016 року. Наразі всі епізоди доступні як подкасти.
Кожна з дев'ятихвилинних програм подана як одна з п'ятдесяти історій або винаходів, що змінили сучасний світ.
Кожен епізод спочатку транслювався на World Service BBC, з подальшою трансляцією на BBC Radio 4 і розповсюдженням як подкаст BBC.
Гарфорд пояснив свою мотивацію так: «…малювати картину економічних змін, розповідаючи історії ідей, людей та інструментів, які мали далекосяжні наслідки». Він був зачарований багатьма несподіваними наслідками, такими як «вплив холодильника на глобальну політику або грамофон на нерівність доходів».
Документальну серію згодом Гарфорд видав, як книгу під назвою «Fifty Things That Made The Modern Economy» у Великій Британії у Little, Brown Books (6 липня 2017 року) та «Fifty Inventions That Shaped The Modern Economy» в США — у видавництві Riverhead Books (29 серпня 2017 року).

## Огляд книги
Хто придумав паперові гроші? Як контрацептивна таблетка змінила обличчя адвокатської професії? Чому кінський комір був настільки важливим для людського прогресу, як й парова машина? Як скромна електронна таблиця перетворила світ фінансів догори-ногами?
Світова економіка кидає виклик розумінню. Безперервно мінлива система великої складності, вона пропонує понад десять мільярдів різних продуктів і послуг, подвоює розмір кожні п'ятнадцять років, і пов'язує нас практично з кожним із семи мільярдів людей на планеті. Вона забезпечує вражаючу розкіш сотням мільйонам. Але вона також залишає сотні мільйонів позаду, створює величезні навантаження на екосистему, і має тривожну звичку зупинятися. Ніхто не відповідає за це. Насправді жодна людина не розуміє більше, ніж незначну частку того, що відбувається насправді.
Як ми можемо сприймати цю незрозумілу систему, від якої залежить наше життя?
Від тилі-палички до біткойна, до реактивного лайнера, кожен винахід у захопливій книзі Тіма Гарфорда має свою цікаву, дивовижну та незабутню історію. Крок за кроком читачі зрозуміють, де ми знаходимося, як ми сюди потрапили, і куди ми можемо йти далі.
Приховані зв'язки будуть оголені: як штрих-код підірвав сімейні магазини; чому грамофон збільшив нерівність; як колючий дріт викликав величезні зміни в Америці.
Автор знайомить з героями, які розробили деякі з цих винаходів, отримали від них користь або були зруйновані ними.
Деякі з 50 винаходів дуже прості. Інші — неймовірно складні. Є конкретні і тверді, як бетон. Інші — цілком абстрактні. Одні виявились шалено прибутковими, другі — спочатку з комерційного погляду абсолютно провальні. Але з кожним із них пов'язана певна історія, яка вчить чогось важливого про те, як працює наш світ, і допомагає побачити в простих речах деякі з цих чудес довкола нас.
Книжка не має на меті визначити 50 найважливіших з економічного погляду винаходів. Але вони сформували сучасну економіку, створивши складний ланцюг взаємозв'язків, а іноді — зовсім нові економічні моделі.

## Переклади українською
- Тім Гарфорд. Речі, що змінили світ. Історія економіки в 50 винаходах / пер. Роман Скакун. — К.: Наш Формат, 2018. — 344 с. — ISBN 978-617-7552-08-5.